# Patio De La Madera
Patio De La Madera är en park i Argentina. Den ligger i den centrala delen av landet, 280 km nordväst om huvudstaden Buenos Aires. Patio De La Madera ligger 25 meter över havet.
Terrängen runt Patio De La Madera är platt. Runt Patio De La Madera är det tätbefolkat, med 476 invånare per kvadratkilometer.. Närmaste större samhälle är Rosario, 2,8 km öster om Patio De La Madera. 
Runt Patio De La Madera är det i huvudsak tätbebyggt.